# Vollständiger Körper
Im mathematischen Teilgebiet der Algebra ist ein vollständiger Körper (auch vollständiger bewerteter Körper) ein bewerteter Körper, der mit der aus der Bewertung resultierenden Metrik ein vollständiger Raum ist.
Standardbeispiel für einen vollständigen Körper ist {\displaystyle \mathbb {R} }, für einen unvollständigen Körper {\displaystyle \mathbb {Q} }. In diesen beiden Körpern liefert der Absolutbetrag die Bewertung.
Für geordnete Körper hat man damit neben der Ordnungsvollständigkeit einen zweiten Vollständigkeitsbegriff (metrische Vollständigkeit oder Cauchy-Vollständigkeit), doch für archimedische Körper (wie {\displaystyle \mathbb {Q} } oder {\displaystyle \mathbb {R} }) sind die beiden äquivalent: Ein geordneter Körper ist genau dann archimedisch und Cauchy-vollständig, wenn er ordnungsvollständig ist. Es gibt jedoch nicht-angeordnete Körper (wie {\displaystyle \mathbb {Q} _{p}} oder {\displaystyle \mathbb {C} }), die metrisch vollständig sind.

## Erläuterungen
Ein bewerteter Körper ist ein Körper {\displaystyle (K,+,\cdot )} mit einer Bewertung, d. h. einer Abbildung in die reellen Zahlen
{\displaystyle \phi \colon K\to \mathbb {R} _{\geq 0}},
die die Bedingungen
{\displaystyle \phi (a)>0} für {\displaystyle a\not =0}, und {\displaystyle \phi (0)=0}
{\displaystyle \phi (a\cdot b)=\phi (a)\cdot _{\mathbb {R} }\phi (b)} für alle {\displaystyle a,b}
{\displaystyle \phi (a+b)\leq \phi (a)+_{\mathbb {R} }\phi (b)} für alle {\displaystyle a,b}
erfüllt.
Die Bewertung induziert eine Metrik {\displaystyle d} auf {\displaystyle K} durch
{\displaystyle d(x,y):=\phi (x-y)}.
Ein bewerteter Körper heißt vollständig, wenn in {\displaystyle K} mit der induzierten Metrik jede Cauchy-Folge konvergiert.

## Verallgemeinerungen
Die Bezeichnung „vollständiger Körper“ legt nahe, nicht nur bewertete Körper zu betrachten, sondern allgemeiner, mit einer Metrik versehene Körper.
Das nLab definiert einen vollständigen Körper als einen vollständigen Raum und fordert zusätzlich die Stetigkeit der Körperoperationen, also dass die Abbildungen
1. {\displaystyle +\colon K\times K\to K}
2. {\displaystyle \cdot \colon K\times K\to K}

bzgl. der von der Metrik erzeugten Topologie stetig sind. Aus den oben genannten Eigenschaften einer Bewertung folgt diese Stetigkeit automatisch.

## Beispiele
- Der Körper der reellen Zahlen {\displaystyle \mathbb {R} } mit der Metrik {\displaystyle d(x,y)=|x-y|}.
- Der Körper der komplexen Zahlen {\displaystyle \mathbb {C} } mit der Metrik {\displaystyle d(x,y)=|x-y|}.
- Der Körper der p-adischen Zahlen {\displaystyle \mathbb {Q} _{p}} mit der durch die p-adische Norm {\displaystyle |.|_{p}} definierten Metrik {\displaystyle d(x,y)=|x-y|_{p}}.
- Der Schiefkörper {\displaystyle \mathbb {H} } der Quaternionen mit der Metrik {\displaystyle d(x,y)=|x-y|}.

## Vervollständigung bewerteter Körper

### Definition
Sei {\displaystyle K} ein bewerteter Körper und {\displaystyle d} die von der Bewertung induzierte Metrik. Die Vervollständigung von {\displaystyle K} bzgl. dieser Metrik ist ein vollständiger Körper, der mit {\displaystyle {\overline {K}}} bezeichnet wird.

### Beispiele
- Ausgehend vom Körper der rationalen Zahlen {\displaystyle \mathbb {Q} } mit der p-adischen Bewertung erhält man als Vervollständigung den Körper der p-adischen Zahlen {\displaystyle \mathbb {Q} _{p}}.
- Ausgehend vom Körper der rationalen Zahlen mit dem Absolutbetrag erhält man als Vervollständigung den Körper der reellen Zahlen.
- Ausgehend vom rationalen Funktionenkörper {\displaystyle \mathbb {Q} (x)} und der durch die Nullstellenordnung im Nullpunkt gegebenen Bewertung erhält man als Vervollständigung den Körper {\displaystyle \mathbb {Q} ((x))} der formalen Laurent-Reihen.